# Achtelsbach
Achtelsbach là một đô thị thuộc huyện Birkenfeld, trong bang Rheinland-Pfalz, phía tây nước Đức. Đô thị Achtelsbach có diện tích 9,7 km², dân số thời điểm ngày 31 tháng 12 năm 2006 là 484 người.